# Доходный дом Исакова
Доходный дом И. П. Исакова — многоквартирный жилой дом на улице Пречистенке в Москве, построенный в 1904—1906 годах Московским торгово-строительным акционерным обществом по проекту архитектора Льва Николаевича Кекушева.
Здание принадлежит к лучшим московским постройкам в стилистике модерна, отличается оригинальным художественным образом, выразительной фасадной композицией и богатым декором. Доходный дом имеет статус объекта культурного наследия федерального значения.

## История
Участок, на котором стоит современный дом, в XVIII — начале XIX веков был частью обширной дворянской усадьбы Бестужевых-Рюминых, располагавшейся на углу Пречистенки и Обухова (ныне Чистого) переулка. В середине XVIII века, когда усадьбой владел капитан И. Д. Бестужев-Рюмин, по линии Пречистенки стоял одноэтажный деревянный главный дом с флигелями, в восточной части двора находились службы, а западную занимал сад. На рубеже XVIII—XIX веков главный дом перестроили, деревянные здания служб заменили каменными, приспособив их под жильё, а территорию бывшего сада застроили жилыми и хозяйственными постройками. В начале 1810-х годов в усадьбе, которая к тому времени уже принадлежала Соковниным, у своего товарища С. М. Соковнина некоторое время жил поэт Василий Жуковский. От Соковниных владение перешло коллежскому советнику И. М. Сессаревскому, при котором во время пожара 1812 года все деревянные усадебные постройки сгорели.
После проведённой в начале 1820-х годов корректировки красных линий московских улиц, двухэтажный дом у западной границы усадьбы вышел за новую линию застройки Пречистенки. В то же время западную часть выделили в самостоятельное владение, которое в 1825 году перешло в собственность жене штаб-ротмистра М. Н. Власьевой. Оставшуюся территорию усадьбы в 1845 году разделили ещё на два участка: восточная часть отошла к С. П. Сессаревской, хозяином центральной стал надворный советник И. С. Тургенев.
В 1835 году во владении Власьевой выстроили новый хозяйственный корпус, в 1875-м разбили сад; других существенных изменений в западной части бывшей усадьбы на протяжении XIX века не произошло — двухэтажный дом продолжал стоять на своём месте, нарушая границы новых линий застройки улицы. В 1903 году мещанин Фёдор Стрельцов, которому к тому времени принадлежал этот участок, продал его под застройку Московскому торгово-строительному акционерному обществу. В том же году все строения на участке снесли.
Московское торгово-строительное акционерное общество, основателем и директором которого являлся предприниматель Яков Рекк, в начале XX века было одним из крупнейших домостроительных предприятий Российской Империи. Главной задачей, поставленной Рекком перед компанией, стала ориентация на новейшие достижения западной культуры и техники: «надо Москву украсить стильными домами, которые, имея технические удобства западноевропейских городских строений, в то же время не убивали бы национального колорита Москвы»; в качестве ориентира для сооружаемых компанией построек Рекк выбрал модные в то время формы западноевропейского Art Nouveau. Общество настолько преуспело в выполнении этой задачи, что новый стиль, позднее получивший в России название «модерн», москвичи в начале XX века прозвали «рекковским».
Главное место в строительной деятельности Торгово-строительного акционерного общества занимало возведение в центре Москвы полностью отделанных комфортабельных особняков. К моменту покупки участка на Пречистенке общество уже построило и продало несколько частных домов, включая особняки Якунчиковой и Гутхейля в соседнем Пречистенском переулке, и приступило к сооружению двух особняков на Поварской улице, вошедших в историю архитектуры по именам позднейших владельцев — И. А. Миндовского и М. Г. Понизовского. Архитектором последних двух домов стал Лев Кекушев. Видный зодчий, пионер московского модерна, автор первой по времени постройки в этом стиле — особняка Листа, Кекушев получил опыт проектирования домов «под ключ» во время работы главным архитектором основанного Саввой Мамонтовым Северного домостроительного общества. После ареста и банкротства Мамонтова Рекк перекупил Северное домостроительное общество и пригласил Кекушева на должность главного архитектора Московского Торгово-строительного акционерного общества.
В 1904 году Лев Кекушев выполнил проект огромного по тем временам доходного дома и в том же году Московское торгово-строительное акционерное общество приступило к возведению здания. Строительные работы продолжались около двух лет и к моменту завершения отделки — в 1906 году — постройку приобрёл в собственность петербургский предприниматель И. П. Исаков, сменивший Я. А. Рекка на посту главы Московского торгово-строительного акционерного общества. Практика покупки руководителями общества законченных строительством домов была довольно распространена: ранее несколькими готовыми к продаже особняками владел Рекк, а Исаков, помимо доходного дома на Пречистенке, приобрёл в тот же период и один из особняков общества на Поварской, на который долго не находился покупатель — дом позднее принадлежавший И. А. Миндовскому. Возможно, что И. П. Исаков изначально решил оставить доходный дом в своей собственности — перебравшись в Москву, он приобрёл ряд других зданий в центре города, сдача которых внаём приносила солидный доход. Вскоре после завершения строительства дома на Пречистенке активная строительная деятельность Московского торгово-строительного акционерного общества была свёрнута, а в 1914 году компанию ликвидировали. Исаков владел доходным домом на Пречистенке вплоть до октябрьской революции и некоторое время жил в одной из 18-ти квартир.
Жильё в доходном доме Исакова снимал и сам автор постройки: Кекушев поселился в квартире № 9 в 1907 году после случившегося разлада с женой, оставшейся с детьми в собственном особняке зодчего на Остоженке. Позднее, в 1909—1910 годах, когда остоженский особняк был сначала выставлен на торги за долги, а затем продан, Кекушев жил в доходном доме Исакова уже вместе с семьёй.
После октябрьской революции здание национализировали. В 1920-х годах года в бывшем доходом доме организовали жилищное товарищество, большинство огромных квартир превратили в коммуналки, а две квартиры отдали под общежитие Института красной профессуры; к середине 1920-х годов в доме проживало 365 человек. В одной из комнат в предвоенные годы жил писатель Эдуард Асадов. Среди живших в доме в советские годы был геолог Н. Н. Тихонович.
В отличие от других респектабельных зданий центра Москвы, многие из которых в советское время заняли различные учреждения, доходный дом Исакова на протяжении всей истории не менял своей первоначальной жилой функции. В настоящее время жилой дом относится к числу «элитных» объектов недвижимости с весьма дорогими квартирами. Здание имеет статус объекта культурного наследия федерального значения.

## Архитектура и оформление

### Стилевые особенности и оценки
Описание и фотографии построенного здания были опубликованы в архитектурной печати начала XX века, в том числе вошли в путеводитель по архитектуре Москвы, изданный в 1913 году Московским архитектурным обществом для членов V Съезда русских зодчих, что свидетельствует об отношении профессионального сообщества того времени к этой работе Кекушева как к образцовому произведению нового стиля, получившего позднее в России название «модерн».
Современные искусствоведы и исследователи архитектуры относят доходный дом И. П. Исакова к числу лучших московских построек, выполненных в стиле модерна. Выдающимся произведением стиля называет эту постройку искусствовед Дмитрий Сарабьянов. Архитектуровед Михаил Бархин приводит здание в качестве примера «цельности» выражения присущих модерну черт и приёмов. Исследователь московского варианта стиля и биограф Кекушева Мария Нащокина считает доходный дом Исакова одной из самых интересных построек московского модерна и относит его к числу лучших произведений архитектора. По мнению Нащокиной, индивидуальные декоративные приёмы «кекушевского» модерна с максимальной полнотой воплощены именно в этой работе зодчего.
Элементы декоративного оформления уличного фасада
Как и в других произведениях Кекушева периода модерна, в этой постройке заметно влияние западноевропейского Art Nouveau, прежде всего почерка основоположника франко-бельгийского варианта стиля Виктора Орта. Так, в частности, линеарной графической манере Орта близок рисунок балконных и лестничных ограждений доходного дома Исакова. По наблюдению Ульяма Брумфилда, фасадная декорация постройки несёт на себе также отпечаток отдельных необарочных мотивов, примером которых служит помещённая в аттике антропоморфная скульптура. Во внешней отделке присутствуют и некоторые элементы ордерной архитектуры — украшающие кантик карниза ионики, оконные импосты, трактованные как малый ордер, и другие декоративные детали. По мнению М. В. Нащокиной, выполненные из кирпича масштабные рельефы брандмауэрных стен предвосхищают формальные приёмы европейского Ар-деко.

### Объёмно-пространственная композиция и внешний декор
Асимметрию плана здания определяет исторически сложившаяся трапециевидная конфигурация участка, площадь которого максимально использована архитектором под застройку. Пятиэтажный лицевой корпус поставлен по красной линии Пречистенки и занимает всю ширину участка; от него в глубь квартала перпендикулярно отходит дворовый корпус, к которому примыкает задняя шестиэтажная часть дома, ориентированная параллельно улице. Н-образное соединение трёх корпусов дома образует два небольших внутренних двора, раскрытых в сторону соседних владений и служащих для освещения и проезда. В западный двор ведёт проездная арка с улицы, в восточный — проезд в дворовом корпусе.
Объёмно-планировочная структура постройки довольно типична для доходных домов конца XIX — начала XX века. Именно в этот период в архитектуре был выработан распространённый до настоящего времени способ компоновки многоэтажного жилого дома из самостоятельных типовых объёмных единиц — горизонтальных секций, «нанизанных» на стержень — вертикальный объём лестничной клетки. Однако подобное построение здания, предопределяющее дробность фасадной композиции, противоречило принципиально важной для стиля модерн идее целостности архитектурного образа постройки. Преодолеть это противоречие Кекушев попытался за счёт богатой декоративной отделки главного фасада, которая, по словам искусствоведов Е. А. Борисовой и Т. П. Каждан, замаскировала «прозаическую функциональную структуру обычного доходного дома, разделённого на стандартные ячейки», позволила «придать внешнюю индивидуальность отдельным этажам, балконам, эркерам и окнам». Исследователь архитектуры А. В. Иконников отмечает, что сделал это Кекушев «талантливо и умело, однако противоречивость композиции очевидна».
Выразительную волнообразную пластику уличного фасада определяют синхронные изгибы стены в горизонтальной и вертикальной проекциях. Степень скульптурной обработки фасада нарастает к его верхней части и превращается на уровне верхнего этажа в сплошной рельефный орнамент, трактованный как фриз. По словам Д. В. Сарабьянова, «здание уподоблено живому организму, который существует по своим собственным законам — растёт, дышит, органично соединяется с окружающей средой». С организмом сравнивают фасад дома и искусствоведы Е. А. Борисова и Г. Ю. Стернин, по мнению которых «органичность понимается здесь скорее как органичность живой природы, нежели самой архитектуры». Вертикальные выступы фасада «обведены» по контуру сильно вынесенным металлическим карнизом, превращённым в подобие козырька, который играет существенную роль как в композиции здания, так и в силуэте всей улицы. Карниз, поддерживаемый тонкими металлическими кронштейнами, декорирован стилизованными иониками, среди которых помещены пять львиных масок: изображение льва — своеобразная архитектурная подпись Льва Кекушева, в том или ином виде присутствующая во многих его постройках. Центральная часть здания выделена небольшим заглублением фасада, четырьмя парными балконами, окружёнными кованными решётками, рисунок которых аналогичен ограждениям лестничных маршей жилой части гостиницы «Метрополь», и завершается динамично изогнутым аттиком. В центре аттика расположено овальное слуховое окно, по сторонам которого помещены две полулежащие женские фигуры-горельефы, аллегорически изображающие Просвещение и Строительство. Аттик, выделенный карнизом-козырьком — специфический приём зодчего: подобным образом им были решены, например, композиции фасадов Никольских торговых рядов (1899—1900), практически одновременно спроектированных особняков И. А. Миндовского (1903—1904) и В. Д. Носова (1903), более позднего доходного дома Быкова на 2-й Брестской улице (1909—1910). Как и в особняке Миндовского, аттик доходного дома Исакова первоначально венчала круглая скульптура.
Другой характерной чертой творческого почерка Кекушева является детальная проработка оконных обрамлений и переплётов, превращающая их в важные объёмные и орнаментальные акценты фасадной композиции. В доходном доме Исакова этот приём реализован архитектором с максимальной полнотой — форма оконных проёмов, лепной декор обрамлений и рисунок деревянных переплётов исключительно сложны и уникальны для каждого этажа. Оконные обрамления развиваются не наружу фасадной стены, а в её глубь, что так же характерно для построек зодчего. Горизонтальные, вертикальные и криволинейные элементы оконных рам имеют разную ширину и высоту, снабжены множеством выступающих деталей, отбрасывающих тень, как полноценные архитектурные детали, причём некоторые вертикальные импосты трактованы Кекушевым как малый ордер. Особенно сложными были оконные переплёты эркеров, демонстрирующие затейливо изогнутые линии модерна и воспринимаемые как огромные бесцветные витражи. Подобное многообразие рисунка оконных рам уникально как для творчества Кекушева, так и в целом для московских построек периода модерна.
Обращает на себя внимание и редкое для того времени пластическое решение брандмауэрных стен, выложенных в кирпиче тягами и плоскими нишами, что обусловлено первоначальным окружением дома — здание заметно выделялось в малоэтажной застройке Пречистенки начала XX века и должно было достойно смотреться как с главного фасада, так и с боковых сторон. Дворовые стены доходного дома оставлены неоштукатуренными и полностью лишены украшений.
Ряд искусствоведов отмечают заметное сходство с доходным домом Исакова нескольких других более поздних московских построек в стиле модерн. К их числу относят прежде всего построенные по проектам Густава Гельриха доходные дома И. И. и Н. И. Болдыревых (1908, Яузский бульвар, 13; совместно с Н. П. Евлановым), княжны Бебутовой (1909, Рождественский бульвар, 9) и П. А. Скопника (1906—1908, Садовая-Кудринская улица, 24/27, стр. 1). Гельрих, первый этап работы которого в Москве связан с Московским торгово-строительным обществом, был, вероятно, близко знаком как с самим Кекушевым, служившим главным архитектором Общества, так и с его работами, в числе самых заметных из которых был доходный дом Исакова на Пречистенке. Мария Нащокина допускает и личное участие Льва Кекушева в проектировании названных построек, единоличным автором которых принято считать Гельриха. Другой видный мастер московского модерна, Николай Жерихов, разместил над окнами бельэтажа доходного дома М. А. Мальцева на Новой Басманной улице мужские маски аналогичные тем, что украшают окна пятого этажа доходного дома И. П. Исакова. В декоре этой постройки Жерихова присутствуют и другие скульптурные элементы, ранее использованные в своих произведениях Кекушевым.

### Планировка и интерьеры
В центре постройки расположен вертикальный объём парадной лестницы, который делит каждый этаж на переднюю (обращённую на улицу) и заднюю части; противоположные входу лестничные площадки смещены на пол-этажа вверх, что позволяет использовать парадную лестницу для организации входа в расположенные на разных уровнях квартиры. Подобная привязка к лестничной клетке поэтажной структуры зданий встречается в ряде других московских зданиях начала XX века.
Доходный дом общей площадью около 6,6 тыс. м2, предназначенный для сдачи внаём состоятельным горожанам, изначально включал всего четыре квартиры на каждом этаже — две в передней части здания и две в задней; низкий первый этаж заднего корпуса был отведён под сараи и другие нужды жильцов. Четырёх—шестикомнатные квартиры состояли из изолированных или смежно-изолированных помещений. Планировка каждой жилой секции была разной, однако предусматривала традиционный для того времени набор комнат: вокруг прихожей сгруппированы парадные помещения (кабинет, гостиная, столовая), отделённые от жилой половины (спальни, ванные, кухня) коридором или проходным залом. Кухни всех квартир имели выходы на чёрные лестницы, две из которых размещены с тыльной стороны лицевой части дома и третья — в заднем корпусе.
Задуманная Московским торгово-строительным обществом постройка должна была привлечь квартиросъёмщиков не только эффектным внешним видом, но и богатством внутреннего декоративного убранства. Наиболее престижными и дорого отделанными были квартиры второго этажа лицевого корпуса: они имели камины, декорированные многоцветной майоликой с уникальным для каждой квартиры рисунком, выполненные фарфорово-фаянсовой фабрикой М. С. Кузнецова, нарядные лепные плафоны и французские балконы. Интерьеры других квартир были оформлены более просто.
Первоначальный и современный вид дома
В результате многочисленных перепланировок и неквалифицированных ремонтов внутренняя отделка большинства помещений доходного дома к настоящему времени утрачена. В ряде квартир сохранились камины, потолочная живопись и лепнина. До нашего времени также дошли элементы отделки входного холла — оригинальные настенные дубовые панели, напольная керамическая плитка и кованые лестничные ограждения, в рисунке которых Кекушев использовал традиционный для модерна мотив динамично закрученного завитка спирали.

### Переделки и утраты
Помимо большей частью утраченных интерьеров доходного дома, изменения коснулись и его внешнего облика. Справа по линии улицы к лицевому корпусу пристроили пятиэтажное здание, которое скрыло рисунок восточной боковой стены и изменило объёмное восприятие доходного дома. В начале 2010-х годов была разобрана высокая каминная труба, обострявшая силуэт левой боковой стены. Часть примыкающей слева к доходному дому территории, освободившейся после сноса в советское время соседних построек, обнесли металлической оградой, орнаментальная разработка которой напоминает кованые балконные решётки лицевого фасада. К настоящему времени заложена проездная арка, изначально соединявшая дворы доходного дома.
Из первоначальных деталей оформления не сохранились круглая скульптура на кровле, некоторые детали карниза, часть рельефной отделки по бокам эркеров и ряд других декоративных элементов главного фасада. В ходе реставрационно-ремонтных работ рубежа XX—XXI веков между нижними полочками окон второго этажа были установлены крупные лепные композиции с венками в центре, воссозданные взамен утраченных в советское время похожих скульптурных деталей. По мнению М. В. Нащокиной, новые элементы декора «выполнены грубее и без понимания стиля лепнины» начала XX века, что снизило художественные качества постройки. Противоречит первоначальному облику здания и произведённая в этот период слишком яркая окраска главного фасада. Наибольший ущерб облику дома был нанесён в 2000-х годах в результате почти повсеместной стихийной замены жильцами лицевых квартир первоначальных объёмно разработанных дубовых оконных рам на плоские, пропорционально упрощенные пластиковые стеклопакеты, которые лишь приблизительно копируют оригинальный кекушевский рисунок.

## Комментарии
1. ↑  Орнамент  в виде яйцеобразных выпуклостей, которые чередуются со стрельчатыми листьями.
2. ↑  Ныне проезд в дворовом корпусе заложен. С улицы в восточный двор можно попасть через арку  соседнего дома № 26[34].
3. ↑  Похожее оформление боковой стены Кекушев позднее применил в своём последнем реализованном проекте — больнице для старообрядцев-федосеевцев Поморского согласия рядом с Преображенским кладбищем (1912—1914)[45].
4. ↑  Первоначальный вид оконных рам хорошо виден на фотографиях советского времени. См., например: Москва. Памятники архитектуры 1830—1910-х годов / Е. И. Кириченко (текст). — М.: Искусство, 1977. — С. 180—183..